# Línea H (EMT Madrid)
La línea H (a efectos de numeración interna, 96) de la EMT de Madrid es una línea universitaria que une la estación de Aluche con el Campus de Somosaguas de la Universidad Complutense de Madrid.

## Características
Al igual que la línea A, esta es una línea que sale del término municipal de Madrid para dar servicio a este campus, que se encuentra en Pozuelo de Alarcón. Es una línea express que, como la A, tiene pocas paradas en su recorrido. En su tramo interurbano circula por las carreteras M-502 y M-508.
La línea comenzó a prestar servicio el 13 de noviembre de 1969, día en que comenzaron las clases de cuarto y quinto de Económicas y de primero de Políticas en Somosaguas. Junto a la H (originalmente denominada C), que partía desde Campamento e iba por la carretera a Prado del Rey; fue creada la A, que iba desde Moncloa pasando por Ciudad Universitaria, Puerta de Hierro, carretera de Coruña y Aravaca.

### Frecuencias
| Periodo lectivo (Excepto puentes, junio y septiembre) |           |
| de lunes a jueves laborables                          |           |
| de 7:00 a 20:00                                       | 5-10 min  |
| de 20:00 a 22:00                                      | 10-19 min |
| viernes laborables                                    |           |
| de 7:00 a 20:00                                       | 5-13 min  |
| de 20:00 a 22:00                                      | 14-25 min |
| Periodo no lectivo                                    |           |
| de lunes a viernes laborables                         |           |
| de 7:35 a 17:10                                       | 25-30 min |
| de 17:10 a 20:45                                      | 35-45 min |

## Recorrido y paradas

### Sentido Campus de Somosaguas
La línea H empieza su recorrido en el intercambiador de Aluche, saliendo desde la isleta de dársenas hacia la calle Maqueda.
Sube por la calle Maqueda (1 parada) hasta el final de la misma, donde gira a la izquierda por la calle Seseña para incorporarse a la Avenida del Padre Piquer (2 paradas), que recorre hasta el cruce con la Avenida de los Poblados, a la cual se incorpora en dirección noroeste.
Una vez en la avenida, sigue circulando por su prolongación natural, la Carretera de Carabanchel a Aravaca (M-502), donde tiene 1 parada junto a la estación de Colonia Jardín.
A partir de aquí, al abandonar el término municipal de Madrid, no tiene más paradas hasta llegar al campus de Somosaguas por las carreteras M-502 y M-508. Una vez en el Campus de Somosaguas tiene dos paradas, una en la Avenida de Húmera y otra dentro del campus en el aparcamiento principal.
| Código | Parada                           | Común con       | Conexiones con Metro y Cercanías | Municipio          | Otros |
| ------ | -------------------------------- | --------------- | -------------------------------- | ------------------ | ----- |
| 5686   | ALUCHE (Intercambiador)          |                 | Aluche                           | Madrid             |       |
| 4301   | Maqueda-Tembleque                | 562 564         |                                  | Madrid             |       |
| 4303   | Campamento                       | 560 562 564     | Campamento                       | Madrid             |       |
| 3208   | Empalme                          | 131             | Empalme                          | Madrid             |       |
| 4302   | Colonia Jardín                   |                 | Colonia Jardín                   | Madrid             |       |
| 6446   | Húmera-Pueblo                    | A 561A 563 658A |                                  | Pozuelo de Alarcón |       |
| 4299   | SOMOSAGUAS (Aparcamiento Campus) | A               | Campus de Somosaguas             | Pozuelo de Alarcón |       |

### Sentido Aluche
La línea empieza su recorrido de vuelta junto al aparcamiento del campus de Somosaguas, con una parada frente a la Facultad de Políticas y Sociología antes de salir del recinto por la Avenida de Húmera, que recorre hasta desembocar en la carretera M-508. Por esta carretera sale en dirección sur hasta la intersección con la carretera M-502, por la que continúa en dirección a Aluche.
Circula por esta carretera hacia el sur parando junto a la estación de Colonia Jardín, pasando bajo la A-5 (1 parada), y continuando por la Avenida de los Poblados (2 paradas) hasta llegar al intercambiador de Aluche.
| Código | Parada                           | Común con                                       | Conexiones con Metro y Cercanías | Municipio          | Otros |
| ------ | -------------------------------- | ----------------------------------------------- | -------------------------------- | ------------------ | ----- |
| 4299   | SOMOSAGUAS (Aparcamiento Campus) | A                                               | Campus de Somosaguas             | Pozuelo de Alarcón |       |
| 4300   | Políticas y Sociología           | A                                               |                                  | Pozuelo de Alarcón |       |
| 6447   | Húmera-Pueblo                    | A 561A 563 658A                                 |                                  | Pozuelo de Alarcón |       |
| 5325   | Colonia Jardín                   | 65                                              | Colonia Jardín                   | Madrid             |       |
| 5731   | Sebastián Álvaro                 |                                                 |                                  | Madrid             |       |
| 3592   | Avenida de los Poblados-Empalme  | 36 65 561 561A 561B 562 563 564 571 572 574 591 | Empalme                          | Madrid             |       |
| 3209   | Avenida de los Poblados-Aluche   | 131 561 561A 561B 562 563 564                   |                                  | Madrid             |       |
| 5686   | ALUCHE (Intercambiador)          |                                                 | Aluche                           | Madrid             |       |